# FAMAS
A FAMAS (FA – Fusil Automatique vagy Fusil d’Assault, MAS – Manufacture d’Armes St. Étienne; azaz A St. Étienne-i fegyvergyár automata puskája) a franciaországi a Saint-Étienne-i fegyvergyár által tervezett és gyártott gépkarabély.

## Történet
A FAMAS kifejlesztését, a második világháborút követően a francia haderőnél rendszerben álló 7,5 × 54 mm puskalőszert használó MAS 49, MAS 49/56 puskák és a 9 × 19 mm-es pisztolylőszert tüzelő MAT 49 géppisztoly elavultsága hozta elő, ezek a fegyverek a gyarmati háborúkban még megállták a helyüket, de a hatvanas években népszerű köztes lőszereket tüzelő modern gépkarabélyok már messze felülmúlták őket. A Francia Védelmi Minisztérium utasítására a szárazföldi csapatok vezérkara elkezdte egy általános használatú karabély műszaki és harcászati követelményeit, a cél egy olyan fegyver kifejlesztése ami nem csak a gyalogsági puskát, de a géppisztolyt és a golyószórót is felváltja. 
Az új gépkarabély kifejlesztése 1967-ben vette kezdetét, a vezető mérnök Paul Tellié (1919-2014) volt, 1970-től a puskát az 5,56 × 45 mm-es lőszer tüzelésére alakították ki. A fegyvert a csapatpróbák során megfelelőnek ítélték, de a gyártás akadozott, az első példányok csak 1979-ben kerültek a csapatokhoz – a 79-es díszszemlén az ejtőernyősök már az új fegyverrel vonultak fel. A fegyver a nemzetközi szakirodalom FA MAS-ként tartja számon, hivatalos megjelölése az F3. A FA MAS késleltetett tömegzárral készül.

## Szerkezeti kialakítása
A FA MAS gépkarabély késleltetett tömegzárral készül, de a késleltető a jól bevált görgő-pár helyett, egy emelő. Az emelő nyugalmi helyzetben a hosszabb kar a függőlegestől 35 fokos szögben hátradőlve áll, a rövidebb kar egy keresztirányú csapra támaszkodik, ilyenkor az emelőkar szilárdan összekapcsolja a zárvezetőt, a zártömböt és a tokot. A lövés pillanatában a keletkező, hátrafelé ható erő hátralöki a zártömböt, de nem mozdul azonnal mert a zárszerkezet elemei szilárdan támasztják azt. Amikor a zárvezető elindul hátrafelé a zártömb szilárdan támasztja a hüvely fenekét. Mikor az emelő 40 fokos szögben hátrabillen, a rövidebb kar már nem támaszkodik a tok keresztirányú csapjára, és az egész zár megindul hátrafelé. A fegyver tűzváltó szerkezete két részből áll, a hagyományos biztosító/egylövés/sorozat egy kis emelőkar a sátorvason belül, a három lövésből álló sorozatot a válltámasz alatti emelőkarral lehet választani. A lángrejtő és a cső keresztirányú bordái a fegyvert puskagránát kilövésére is alkalmassá teszi.